# Rotação trienal de culturas

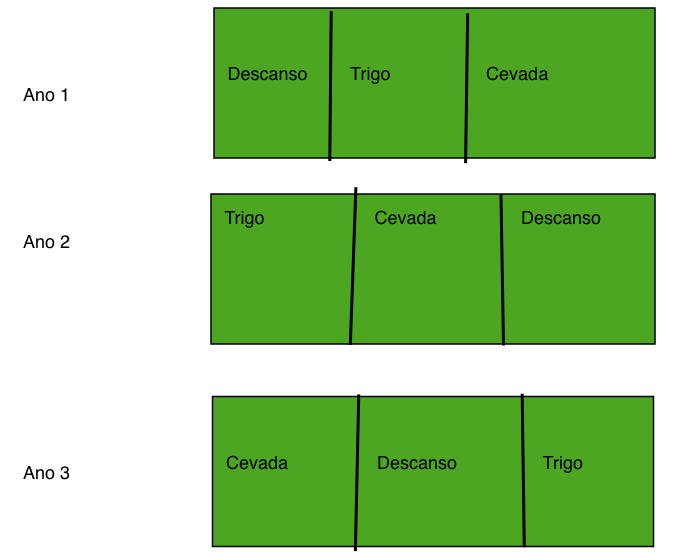
Exemplo do sistema de rotação trienal de culturas.

A rotação trienal foi uma técnica de agricultura  praticada na Idade Média. Consistia em dividir um campo de cultivo em três partes, utilizando-as para diferentes culturas de forma rotativa para melhor aproveitamento do solo e, consequentemente, maior produção. Essa prática ajudou a conservar a fertilidade do solo e proporcionou o aumento da produção e da qualidade de vida etc. 
A rotação trienal consistia-se em dividir um campo em três partes,       assim usando duas para cultivar, enquanto a outra estava em processo de fertilização.

## Funcionamento
Durante um ano, uma dessas três partes produzia uma determinada cultura (parte nº 2), e uma segunda produzia uma cultura diferente (parte nº 3). A primeira parte ficava em repouso (parte nº 1), isto é, em descanso, de modo a recuperar minerais para um melhor aproveitamento do solo.
No ano seguinte, a produção da "parte nº 3" passaria a ser feita na "parte nº 2", enquanto  a cultura da ''parte nº 2" passaria para o terreno que havia estado em repouso. A "parte nº 3" ficaria então em repouso durante o resto do ano.
No terceiro ano, a primeira cultura passa para a "parte nº 3", a segunda para a "parte nº 1" e a "parte nº 2" ficaria em repouso. Por exemplo, a primeira parte poderia conter cevada e a segunda trigo num ano, passando a cevada para a segunda parte e o trigo para a terceira no ano seguinte e entrando a primeira parte em repouso; no terceiro ano, a cevada seria cultivada na terceira parte, o trigo na primeira e a segunda parte estaria em repouso. O sistema assegurava que de três em três anos, parte do campo estivesse em repouso.